# Pizza Titi
Pour plus de détails, voir Fiche technique et Distribution.
Pizza Titi (A Pizza Tweety Pie) est un dessin animé de la série Looney Tunes réalisé par Friz Freleng et sorti en 1958.

## Synopsis
Titi et Mamie arrivent à leur hôtel à Venise, en Italie. De sa cage sur le balcon, Titi regarde le canal et pense que c'est une rue inondée et qu'il doit y avoir beaucoup de salons de coiffure (à cause des nombreuses perches rayées rouge et blanc).
Alors que Titi chante "Santa Lucia" et gratte sa mandoline dans sa cage, Sylvestre l'espionne depuis son balcon, de l'autre côté du canal. Dans la précipitation, il sort de l'hôtel en courant avec un pain de mie ouvert, et tombe dans l'eau. Il en sort, trouve un canoë et commence à ramer, mais oublie de le détacher de la corde. Après avoir coupé la corde, il coule avec le canoë.
Sylvester commence alors à pagayer dans un radeau en caoutchouc, mais Titi prend un lance-pierre et le perfore. Le radeau flotte jusqu'au quai avec Sylvester car l'air s'échappe, et Sylvester retire le radeau dégonflé de son arrière-train avec dégoût.
Ensuite, Sylvester tente de se balancer sur le canal avec une corde à la Tarzan, mais atterrit dans l'eau et directement dans la gueule béante d'un requin affamé qui ressemble à Dopey Dick de Rabbitson Crusoe. Sylvester se débat pour s'en sortir et s'éloigne à la nage.
Puis, à l'aide d'un ventilateur électrique et d'un ballon attaché à sa taille, Sylvester tente de traverser en flottant dans les airs, mais il flotte trop haut. Titi, utilisant à nouveau la fronde, fait descendre Sylvestre du ciel. Sylvester enfile un bonnet de bain pendant sa descente, mais manque l'eau et atterrit sur le trottoir, à côté de l'hôtel de Titi et Mamie. Il court dans l'hôtel et prend l'ascenseur jusqu'à l'étage de la chambre de Titi et Mamie, mais ces derniers sont en train de partir, alors Sylvester redescend par l'ascenseur, ce qui l'amène... dans l'eau !
Alors que Titi et Mamie se détendent en gondole le long du canal, Sylvestre les attend sur un pont avec une canne à pêche. Sylvester accroche un bateau à moteur qui passe et le tire de force dans l'eau. Après avoir frôlé une canne à pêche, Sylvester s'écrase sur un pont bas, où se trouve un panneau d'avertissement indiquant "Ducka You Head, Lowla Bridgeada".
Enfin, alors que Sylvester dîne d'une assiette de spaghettis, il entend à nouveau Titi chanter "Santa Lucia" (il est sorti de sa cage cette fois), et lance un brin de spaghetti comme un lasso pour attraper Titi. Presque étranglé, Tweety crie à l'aide auprès de Granny. Mamie s'empare du nœud coulant de pâtes de Sylvestre et substitue un maillet à la place de Titi. Alors que Sylvestre aspire les spaghettis dans sa bouche, il reçoit un coup de maillet en pleine tête, ce qui fait apparaître des oiseaux qui prononcent la phrase caractéristique de Titi : "Je crois que j'ai vu un puddytat !" (Ironiquement, dans ce dessin animé, Titi n'utilise jamais cette réplique lui-même).

## Fiche technique
- Réalisateur : Friz Freleng